# Четыре страницы одной молодой жизни
«Четыре страницы одной молодой жизни» — советский фильм 1967 года режиссёра Резо Эсадзе по повести «Саша» Веры Пановой.

## Сюжет
История начавшего самостоятельную жизнь Саши Агафонова. Молодым парнем он уезжает из деревни в город, на стройку. Здесь получает работу шофёра, комнату. Встретив девушку Лизу решает ей помочь с городской пропиской и вступает с ней в фиктивный брак. Лиза вскоре решает выйти замуж за другого, и Саша оказывается без жилья. Он уезжает на работу в Среднюю Азию, где его напарником по дальним рейсам и другом становится Виктор, но он вскоре погибает. Саша решает ехать на Севера, в поезде на Мурманск знакомится с Полиной — избалованной женой капитана дальнего плавания. Полина расстаётся с мужем, какое-то время живёт с Сашей, но вскоре неустроенный быт при привычке к комфорту и достатку приводят к разрыву отношений. Но все эти личные трагедии не выбивают Сашу, теперь, умудрённым жизненным опытом, он точно знает, что его счастье — в его руках.

## В ролях
В главных ролях:
- Борис Руднев — Саша Агафонов
- Александра Завьялова — Полина
- Наталья Величко — Лиза
- Борис Сивицкий — Виктор, шофёр

В остальных ролях:
- Пётр Горин — Петр Петрович Гусаров, муж Полины, моряк
- Любовь Соколова — мать Саши Агафонова
- Степан Крылов — сосед и коллега Саши Агафонова
- Борис Аракелов — Литвинов, приятель и коллега Саши Агафонова
- Всеволод Кузнецов — начальник автобазы Мурманска
- Сергей Дрейден — провожающий на автовокзале в Мурманске
- Людмила Аринина — Таня, паспортистка
- Юрий Дубровин — Антон, колхозник
- Владимир Липпарт — колхозник
- Бруно Фрейндлих — учёный
- Иван Селянин — бригадир на стройке
- Олег Хроменков — человек в костюме на стройке
- Валерий Быченков — гость на свадьбе
- Игорь Ефимов — гость на свадьбе
- Анатолий Столбов — гость на свадьбе
- Станислав Соколов — Слава, гость на свадьбе
- Пантелеймон Крымов — эпизод
- Зинаида Квятковская — эпизод

## Критика
Критикой фильм — фактически состоящий из нескольких отдельных сюжетов — был назван частично успешным, отмечалось «отсутствие чувства целого, бедность „режиссёрской стратегии“»:

Но вторая картина Р. Эсадзе «Четыре страницы одной молодой жизни» по сценарию В. Пановой, к сожалению, не явилась большим шагом вперед по сравнению с «Фро». Почему это произошло? Режиссура это ведь в конечном счете умение подчинить частное общему, детали целому. Найти в себе мужество отказаться от частности во имя общего выигрыша, уметь подчинить каждый шаг, каждое образное слово, каждую интонацию общему замыслу главное. Если ясного представления об этой общей цели, тактическая картина начинает распадаться на ряд более или менее значительных «тактических удач». Этот недостаток сказался и в «Четырех страницах одной молодой жизни».— Экран, 1967